# Wollman Rink

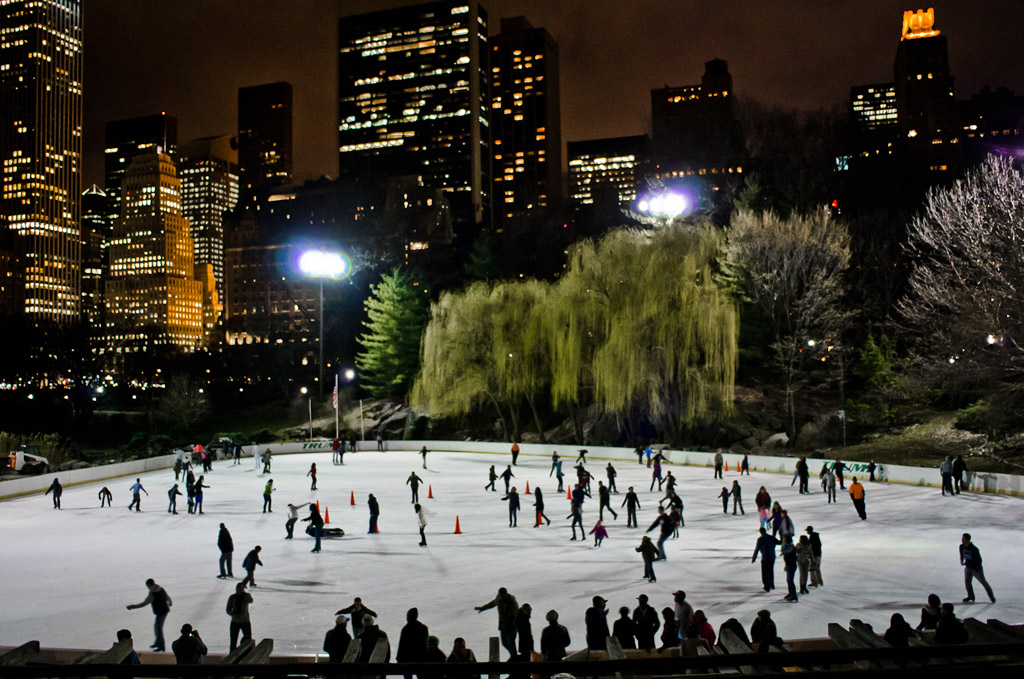
Wollman Rink bei Nacht

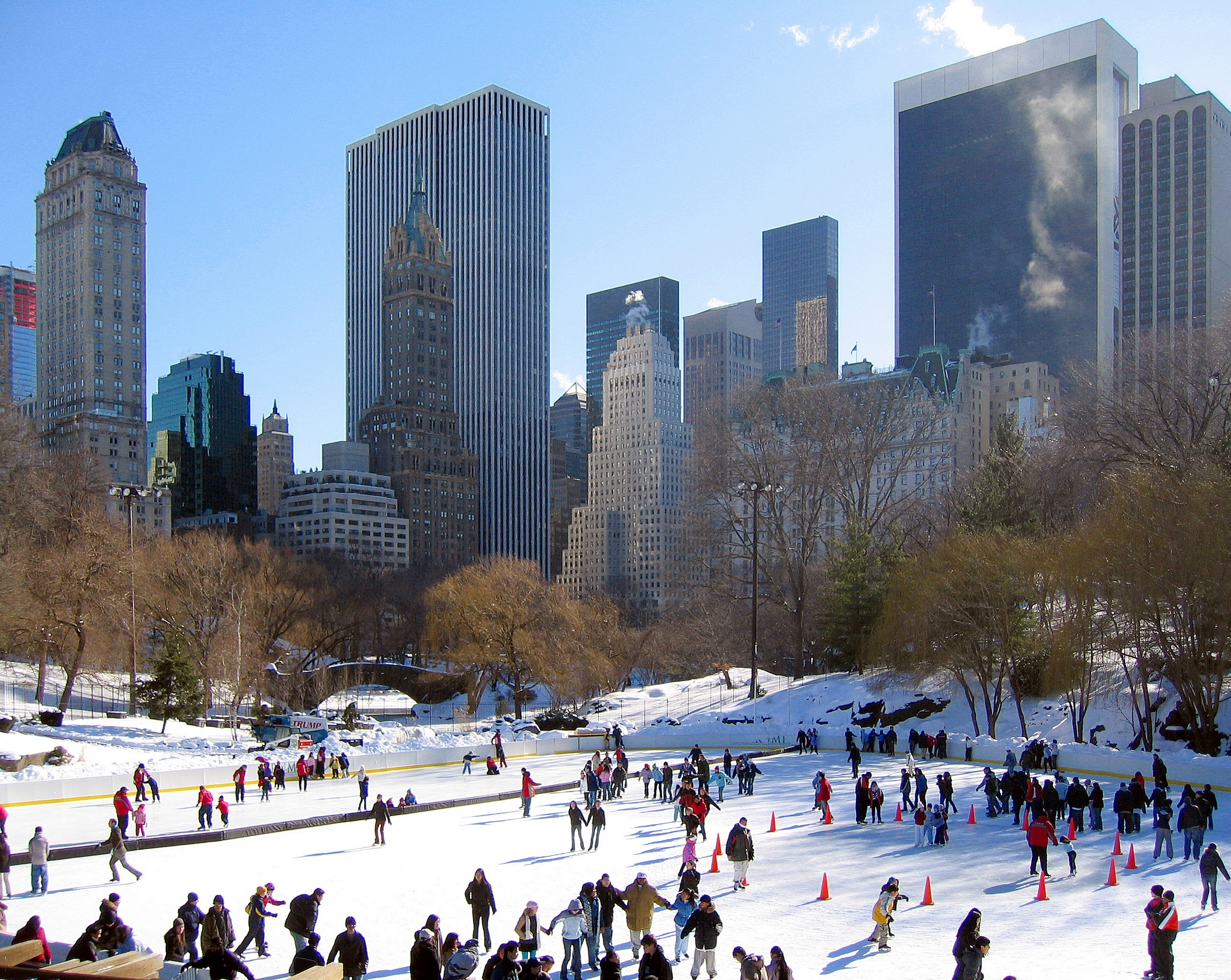
Ansicht bei Tag

Der Wollman Rink ist eine öffentliche Eisbahn in New York City im Central Park. Er ist nach seiner Stifterin, Kate Wollmann, benannt.
1949 wurde er eröffnet. 1986 nach einer durch Donald Trump verantworteten Renovierungsmaßnahme wiedereröffnet.
Er erlangte durch zahlreiche Filme Bekanntheit, in denen er als Kulisse diente. Dazu gehörten u. a. Love Story und Serendipity.